# Silaut
Silaut is een bestuurslaag in het regentschap Zuid-Pesisir van de provincie West-Sumatra, Indonesië. Silaut telt 12.109 inwoners (volkstelling 2010).